# Polythlipta distinguenda
Polythlipta distinguenda là một loài bướm đêm trong họ Crambidae.